# Carrera Francesa
Se denomina Carrera Francesa al camino que transcurre por la Calzada Romana Vía Aquitania entre Dessobriga (Osorno) y Lacobriga (Carrión de los Condes) en la provincia de Palencia (España), camino utilizado en la Edad Media por los peregrinos del Camino de Santiago, en buena parte franceses, de donde viene su nombre. El camino se encuentra en algunas zonas en bastante buen estado, con falta de continuidad en otras por la concentración parcelaria o por discurrir por tierras labradas.
Este camino determina el límite de los términos municipales de Villadiezma y Santillana de Campos a lo largo de más de cinco kilómetros. Aquí se le denomina «La Carrancha» (carrera ancha) y en la misma zona se encuentra el arroyo de La Miejarada, con lo que aparece también un topónimo clásico para este tipo de caminos.[cita requerida]
Siguiendo los estudios de Isaac Moreno Gallo, se puede observar cómo entre los términos municipales de Villadiezma, Santillana y Villaherreros el firme, situado sobre una pequeña elevación a modo de incipiente terraplén, está formado por un paquete uniforme de zahorra en cuya parte inferior se puede detectarse cal de estabilización. Entre el Camino de los Carros y el límite del término municipal de Villaherreros, en el alto Santiagón en «La Carrancha», puede observarse el pequeño terraplén sobre el que se sustenta la calzada. El topónimo bien puede referirse al miliario como hito, en lo que fue el primitivo Camino de Santiago francés durante siglos.
La estructuración de la red viaria en la época romana imponía la referencia al hito miliario tanto a los cruces con otros caminos como al emplazamiento de los servicios. Durante muchos siglos estos hitos sirvieron de referencia y mojón de límites de pueblos y jurisdicciones. En su estudio Isaac Moreno Gallo ha marcado los Hitos de este tramo siguiendo las millas romanas originales. Una vez emplazados los miliarios, se ha podido comprobar la coincidencia de estos con puntos singulares y con acontecimientos típicos de la coincidencia con Milia Passuum tales como cruces de caminos importantes, poblaciones, cambios de alineación significativos, etc.
| Millas de Segisamone en dirección a Asturica Augusta referentes a este tramo                                          | Milia Passumm |
| --- | ------------- |
| Castro de las Cuestillas. Dessobriga, Límite provincial entre Burgos y Palencia                                       | m. p. XVI     |
| Cruce con Camino de Osorno a Osornillo. Punto de convergencia del camino de circunvalación de Dessobriga por el norte | m. p. XVII    |
| Cruce con Camino de Osorno a Las Cabañas de Castilla. Camino reflejado por Coello de Herrera de Pisuerga a Frómista   | m. p. XVIII   |
| Cruce con el Camino de Carredabia entre Abia y Las Cabañas de Castilla                                                | m. p. XX      |
| Cruce con el Camino de La Cascajera                                                                                   | m. p. XXI     |
| Lugar de Santiagón. Punto alto con excelente visibilidad desde toda la zona                                           | m. p. XXII    |